# Die Brüder Löwenherz (Film)
Die Brüder Löwenherz ist ein Fantasy-Film von Olle Hellbom nach dem gleichnamigen Roman von Astrid Lindgren. In deutscher Sprache wurde der Kinofilm erstmals auf der Berlinale 1978 gezeigt. Thematisiert werden das Sterben, der Tod und das Jenseits – aber auch Abenteuer, Hoffnung und Mut.

## Handlung
Der kleine Karl „Krümel“ Löwe (9) weiß, dass er bald an seiner unheilbaren Lungenkrankheit sterben muss. Zum Trost erzählt ihm sein großer Bruder Jonathan (13) vom Land Nangijala, in das man nach dem Tod komme. Dort werde man gesund sein und viele Abenteuer erleben. Als im Haus ein Feuer ausbricht, nimmt Jonathan den kleinen Karl huckepack und springt aus dem Dachgeschossfenster: Karl bleibt unverletzt, während sein Lebensretter Jonathan stirbt. Wenige Tage nach dessen Beerdigung stirbt auch der todkranke Karl.

### Das Kirschblütental in Nangijala
Karl gelangt nach Nangijala ins paradiesische Kirschblütental, wo ihn Jonathan erwartet. Er zeigt ihm seinen Reiterhof, seine Pferde, die Dorfkneipe und nette Dorfleute wie Jossi, Hubert oder die Brieftauben-Züchterin Sofia. Von einer soeben gelandeten weißen Brieftaube erhalten sie die erste Quest: „Orvar wurde gestern gefangen genommen und wird jetzt in der Katla-Höhle festgehalten. Jemand aus dem Kirschtal hat sein Versteck verraten. Finde heraus, wer es war.“
Karl erfährt, dass der Tyrann Tengil aus Karmanjaka das benachbarte Dornrosental besetzen ließ und weitere Länder versklaven will. Außerdem hat der Gewaltherrscher auf die Freiheitskämpferin Sofia ein Kopfgeld im Wert von 15 Pferden ausgesetzt und ihren Agenten Orvar in die Katla-Höhle gesperrt. Um ihn zu befreien, reitet Jonathan dorthin, obwohl Karl dagegen ist, da er Angst um Jonathan hat. Erst tags darauf reitet auch Karl los und entdeckt, dass Jossi als Verräter zwei Tengilsoldaten trifft und von ihnen eine Belohnung fordert. Doch statt dieser bekommt Jossi nur Tengils Katla-Zeichen auf die Brust gebrannt.

### Das Dornrosental in Nangijala
Die beiden Tengilsoldaten erwischen Karl und bringen ihn in die ummauerte Hauptstadt des Dornrosentals, denn Karl gibt vor, dort bei seinem Großvater zu wohnen. Zum Glück befindet sich in der Stadt ein Mann namens Mattias, der so tut, als sei Karl sein Enkel. Daraufhin reiten die Tengilsoldaten zufrieden weiter, und Mattias kann ein Geheimnis lüften: In seinem Keller hält sich bereits Jonathan versteckt, auf den mittlerweile eine Kopfprämie von 20 Pferden ausgesetzt ist. Die Brüder erzählen sich ihre Erlebnisse und senden den Namen des Verräters per Brieftaube an Sofia. Demnach haben sie die eine Hälfte der Aufgabe erledigt.
Mit Mattias’ Hilfe hat Jonathan einen Geheimtunnel unter die Stadtmauer gegraben, durch den Karl nach draußen kriecht. Jonathan schafft es, als Tengilsoldat verkleidet zwei Pferde durch das Stadttor hinauszuführen, weil ihm Karl das Losungswort mitteilte, das er von Jossi und den Soldaten hörte. Nun sind die Brüder wieder frei und reiten nach Karmanjaka, Tengils Land, um Orvar aus der Katla-Höhle zu befreien.

### Die Katla-Höhle in Karmanjaka
Der Haupteingang der Höhle wird von einer Tengiltruppe streng bewacht, sodass die Brüder durch gefährliche Nebenhöhlen klettern müssen, bis sie Orvar in einem dicken Holzkäfig auffinden. In diesem wird Orvar der Feuerdrachin Katla zum Fraß dargeboten, die jeden Moment aus den Bergen zurückkehren kann. Die Brüder schneiden den Käfig auf und führen Orvar durch Nebenhöhlen nach draußen. Damit ist auch die andere Hälfte der Aufgabe erledigt.

### Flucht und Krieg
Die Tengilwachen finden den Käfig leer vor und schlagen Alarm. Tyrann Tengil sammelt seine Lanzer-Truppen zum großen Krieg, während Orvar und die Brüder ins Dornrosental fliehen, wo sie eine Volksarmee aufstellen – bewaffnet mit Mistgabeln, Spießen, Pfeilen und Bögen. Leider wird Mattias vom Lanzenwurf eines Tengilschergen tödlich verletzt, als er vor seiner Haustür eine weiße Taube losschickt, um allen Verbündeten den Beginn des Freiheitskampfes zu signalisieren. Vor den Toren der unter Orvar zurückeroberten Dornrosen-Hauptstadt sammeln sich alle Widerstandskämpfer zur entscheidenden Schlacht gegen Tengils schwarze Häscher.
Zunächst scheinen die Tengiltruppen mit ihren Lanzen, Helmen und Schilden überlegen. Dank Orvars taktischem Geschick gelingt es der Volksarmee, der Tengilarmee immer mehr Waffen abzunehmen und mit diesen die Oberhand zu gewinnen – bis Tengil auftaucht und mit einem Horn die Drachin Katla befehligt, Feuerwalzen auf Orvars Befreiungskämpfer zu speien. Dagegen haben sie keine Chance; alle müssen fliehen oder verbrennen. Jonathan Löwenherz galoppiert jedoch auf Tengil zu und entreißt ihm das Horn. Katla tötet daraufhin Tengil und zieht sich auf Geheiß Jonathans zurück.

### Die Drachentötung
Die Leute im Dornrosental sind von Tengils Terror befreit, werden aber von Feuerdrachin Katla bedroht, die trotz Jonathans Horn-Kommando gelegentlich ihre Höhle verlässt und ihr Unwesen treibt. Darum wagen sich die Brüder Löwenherz ein weiteres Mal in die Drachenhöhle. Darin locken sie das Ungeheuer auf ein instabiles Felsenplateau, das Jonathan an der Basis löst, sodass das Monster brüllend in einen unterirdischen Säuresee hineinstürzt und sich auflöst.

### Das Apfeltal in Nangilima
Über ihre Heldentaten können sich die Brüder Löwenherz nicht freuen, da sie ihren ermordeten Freund und Helfer Mattias vermissen – außerdem wurde Jonathan von Katlas Feuer verletzt, sodass eine Lähmung seiner Beine und Arme eintritt. Nur ein weiterer Sprung in den Tod, so erzählt Jonathan, würde nach Nangilima ins Apfeltal führen, wo man völlig gesund sei und gemeinsam mit guten alten Freunden ewig weiterleben könne. Der Film endet mit der Musik von Isfält/Dahlberg und mit Karls Worten: „Wir springen nach Nangilima […]. Ich seh’ schon das Licht. Jonathan, Nangilima! Ich seh’ das Licht! Jonathan! Das Licht!“

## Unterschiede zum Roman
Astrid Lindgren schrieb nicht nur den Roman, sondern auch – wie für viele andere Verfilmungen ihrer Bücher – das Drehbuch, in welchem sie einige Variationen an der Original-Geschichte anbrachte, sodass der Spielfilm folgende Unterschiede zur Romanvorlage aufweist.
- Das Kirschtal wird im Film auch Kirschblütental genannt und das benachbarte Heckenrosental heißt nun Dornrosental.
- Im Roman rettet Jonathan einen von Tengils Schergen, der sich als netter Mensch erweist; dieser wird später im Krieg getötet.
- Veders und Kaders genaue Gesinnung wird im Film nicht dargestellt. Außerdem werden sie im Roman von Orvar und Sofia getötet.
- Mattias wird im Film vom Lanzenwurf eines Tengilschergen tödlich verletzt, als er vor seiner Haustür eine weiße Brieftaube emporschickt, um allen Verbündeten den Beginn des Freiheitskampfes zu signalisieren.
- Karm, der Lindwurm, kommt im Film nicht vor. Im Roman ist er Katlas Feind und beschloss bereits vor Äonen, diese Drachin zu töten. Doch für den Wasserdrachen Karm blieb es unmöglich, Katla an Land zu fassen, bis Jonathan einen Felsen auf Katla herabfallen lässt, so dass diese in Karms Wasserfälle hineinstürzt, wo beide Drachen sich gegenseitig töten.
- Das Film-Ende ist weniger radikal und zeigt nicht den Sprung der Brüder in den Tod.
- Jonathan ist im Film offensichtlich wesentlich älter als 13 Jahre. (Der Darsteller Staffan Götestam war zum Zeitpunkt der Dreharbeiten 25 Jahre alt.)

## Produktion
| Figur               | Darsteller       | Deutscher Sprecher |
| ------------------- | ---------------- | ------------------ |
| Karl Löwenherz      | Lars Söderdahl   | Oliver Rohrbeck    |
| Jonathan Löwenherz  | Staffan Götestam | Niko Macoulis      |
| Mattias             | Allan Edwall     | Horst Sommer       |
| Sofia               | Gunn Wållgren    | Tilly Lauenstein   |
| Orvar               | Per Oscarsson    | Fred Maire         |
| Hubert              | Tommy Johnson    | Ulrich Bernsdorff  |
| Jossi               | Folke Hjort      | Walter Reichelt    |
| Tengilsoldat        | Jan Nygren       |                    |
| Tengilsoldat        | Michael Gabay    |                    |
| Pjuke, Tengilsoldat | Bertil Norström  | Michael Habeck     |
| Tengil              | Georg Årlin      |                    |

Die phantastische, teilweise melancholisch-düstere Atmosphäre hat der Spielfilm auch den Drehorten zu verdanken. Er enthält unter anderem Aufnahmen aus Stockholm und Skåne län in Schweden, aus Aarhus und Jütland in Dänemark sowie aus Þingvellir auf Island.

## Rezeption
„Episches Erzählkino über ewige Menschheitsthemen wie Liebe und Tod, Freiheit und Unterdrückung in einem Film, der seinerzeit für Aufregung sorgte, da er einer der wenigen Kinderfilme ist, die sich offensiv mit dem Tod auseinandersetzen. Auch formal – besonders in Ausstattung und Kamera – ein herausragendes Werk.“

Ferner wurde der Film bei den folgenden Auszeichnungen berücksichtigt:
- 1978: Goldener-Bär-Nominierung (Internationale Filmfestspiele Berlin 1978) für Olle Hellbom
- 1978: OCIC-Preis (Internationale Filmfestspiele Berlin 1978) – Special Mention
- 1978: Guldbagge-Filmpreis für die beste Regie an Olle Hellbom
- 1982: Fantafestival-Preis für die beste Regie an Olle Hellbom